# Pentácoron

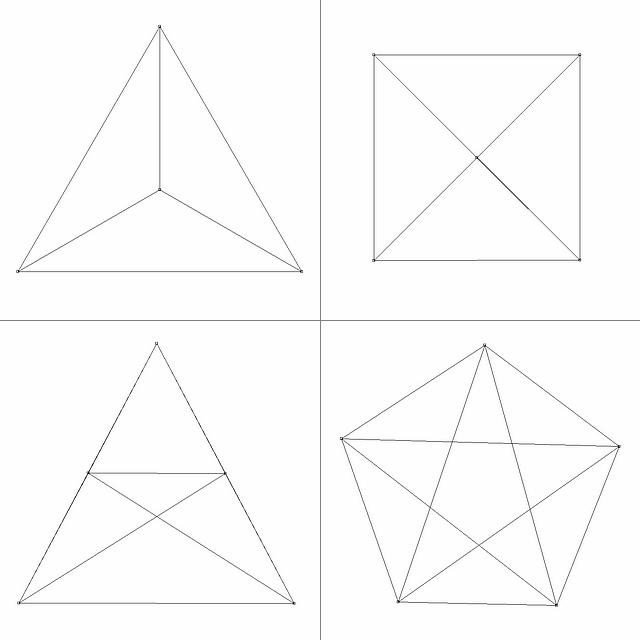
Proyecciones ortográficas de un pentácoro en dos dimensiones.

El pentácoro, también llamado pentácoron, pentatopo o 4-simplejo es el más simple de los politopos regulares convexos de 4 dimensiones, un tipo de figura geométrica tetradimensional. Es un análogo del triángulo en el plano y el tetraedro entre los sólidos. Es un ejemplo de n-simplejo; su símbolo de Schläfli es {3,3,3}.
El pentácoro consiste de cinco celdas, todas tetraedros, y es auto-dual. Su figura de vértice es un tetraedro. Su intersección máxima con el espacio tridimensional es el prisma triangular.
Sus posibles proyecciones en 2 dimensiones son: el pentagrama inscrito dentro de un pentágono, tres triángulos isósceles y dos escalenos dentro de uno isósceles (o equilátero), cuatro isósceles dentro de un cuadrado o tres isósceles dentro de uno equilátero.

Una proyección 3D de un Pentácoro (4D) haciendo doble rotación con dos de sus planos ortogonales.

Las proyecciones paralelas, tanto la de vértices primero cuanto la de celdas primero del pentácoro en tres dimensiones, tienen una envoltura de proyección en forma de tetraedro. El vértice más lejano (o más cercano) del pentácoro, respectivamente, se proyecta en el centro del tetraedro. La celda más cercana (o más lejana) se proyecta en la envoltura tetraédrica en sí, mientras que las otras cuatro celdas se proyectan sobre las cuatro regiones tetraédricas aplanadas que rodean el centro.  
Las proyecciones de los lados primero y de las caras primero del pentácoro en 3 dimensiones tienen una envoltura dipiramidal triangular. Dos de las celdas se proyectan en las mitades superior e inferior de la dipirámide, mientras que las tres restantes se proyectan sobre los 3 volúmenes tetraédricos no regulares arreglados alrededor del eje central de la dipirámide con separaciones de 120° entre sí.  